# Lista de bens tombados pelo IPHAN na Região Norte do Brasil
Esta é uma lista de bens tombados pelo Instituto do Patrimônio Histórico e Artístico Nacional (IPHAN) na Região Norte do Brasil. O IPHAN é uma autarquia do governo brasileiro vinculada ao Ministério da Cultura, criada em 1937 com a incumbência de preservar, divulgar, fiscalizar e decretar a proteção legal do patrimônio material (bens móveis e imóveis) existente no país. Na Região Norte, destacam-se, em meio ao patrimônio tombado, bens materiais e conjuntos urbanos formados em decorrências de contextos históricos e culturais distintos, mas tendo em comum em sua estruturação a exploração dos recursos naturais da Amazônia — tais como o ciclo da borracha, que transformou a região em um importante eixo econômico do Brasil no século XIX, enriquecendo comerciantes e exportadores e dando origem a um importante patrimônio arquitetônico e artístico em cidades como Manaus e Belém; o ciclo do ouro e as expedições dos bandeirantes paulistas nos séculos XVIII e XIX, que deram origem a povoados no atual estado do Tocantins, como Natividade e Porto Nacional; a expansão da indústria de extração de minérios do século XX, que resultou na criação de projetos como a Vila Serra do Navio, no Amapá; o desmatamento e o ativismo em prol da preservação da floresta, exemplificado pela casa de Chico Mendes, em Xapuri, no Acre.

## Lista de bens tombados pelo IPHAN na Região Norte
A presente lista registra os bens tombados pelo IPHAN na Região Norte do Brasil entre 1938 e 2018. Estão apresentados todos os bens da região já inscritos nos Livros do Tombo, após o cumprimento de todas as fases do processo de tombamento. A listagem utiliza a denominação dada aos bens na inscrição nos Livros do Tombo, apresentando-os em ordem alfabética, agrupados por estado e, em seguida, por município.

### Acre
| Xapuri |                                   |                   |                     |                                | |
| Imagem | Bem / Inscrição                   | Ano de tombamento | Tipologia           | Inscrições nos Livros do Tombo | Outras informações |
|        | Casa de Chico Mendes e seu acervo | 2011              | Edificação e acervo | Histórico                      | Casa histórica onde residiu o ambientalista Chico Mendes em seus últimos anos de vida, também local de seu assassinato. Abriga, desde o fim da década de 1990, uma sala de memória em homenagem ao antigo proprietário. |

### Amapá
| Macapá         |                                 |                   |                 |                                                                  | |
| Imagem         | Bem / Inscrição                 | Ano de tombamento | Tipologia       | Inscrições nos Livros do Tombo                                   | Outras informações |
|                | Fortaleza de São José de Macapá | 1950              | Edificação      | Histórico                                                        | A construção da fortaleza foi iniciada em 1764, no mesmo local onde se havia erguido a fortificação primitiva de 1738, e concluída em 1782. Abriga atualmente o Museu Fortaleza de São José de Macapá.                                                            |
| Serra do Navio |                                 |                   |                 |                                                                  | |
| Imagem         | Bem / Inscrição                 | Ano de tombamento | Tipologia       | Inscrições nos Livros do Tombo                                   | Outras informações |
|                | Vila Serra do Navio             | 2012              | Conjunto urbano | Arqueológico, etnográfico e paisagístico; Histórico; Belas Artes | A Vila Serra do Navio foi projetada por Oswaldo Bratke em 1955, com o objetivo de abrigar os trabalhadores da Sociedade Brasileira de Indústria e Comércio de Minérios de Ferro e Manganês (ICOMI). O tombamento incide sobre diversas edificações e logradouros. |

### Amazonas
| Manaus | |                   |                                      |                                                      | |
| Imagem | Bem / Inscrição | Ano de tombamento | Tipologia                            | Inscrições nos Livros do Tombo                       | Outras informações |
|        | Caixa d'água denominada Reservatório de Mocó na Praça do Chile                                                                                              | 1985              | Infraestrutura ou equipamento urbano | Histórico; Belas Artes                               | Erguido no fim do século XIX, é um marco do sistema de abastecimento de água e do processo de expansão urbana da capital amazonense. Encontra-se em funcionamento até hoje, abastecendo parte da cidade de Manaus. |
|        | Conjunto arquitetônico e paisagístico do Porto de Manaus | 1987              | Conjunto arquitetônico               | Arqueológico, etnográfico e paisagístico; Beas Artes | O conjunto arquitetônico do Porto de Manaus começou a ser erguido no começo do século XX, com a finalidade de escoar a produção de borracha. O tombamento incide sobre diversas edificações, três delas anteriores à construção do conjunto: o edifício do Tesouro Público (1887-1890), o trapiche Princesa Isabel (1888) e a bomba de incêndio (1869-1881). |
|        | Imóvel denominado Mercado Adolfo Lisboa ou Mercado Municipal, compreendendo seus pavilhões e jardins, embarcadouro e trecho correspondente da margem do rio | 1987              | Conjunto arquitetônico               | Histórico; Belas Artes                               | Localizado ao lado do Rio Negro, o Mercado Municipal teve sua construção iniciada em 1880, pela firma Bakus & Brisbin de Belém, com pavilhões construídos em estrutura de ferro, e foi inaugurado em 1883. Posteriormente, ganhou os pavilhões anexos. |
|        | Teatro Amazonas | 1966              | Edificação                           | Histórico                                            | Símbolo da prosperidade amazonense durante o ciclo da borracha, o Teatro Amazonas teve sua construção iniciada em 1884. A inauguração ocorreu em 1896. |

### Pará
| Belém                                     | |                   |                        |                                                                  | |
| Imagem                                    | Bem / Inscrição | Ano de tombamento | Tipologia              | Inscrições nos Livros do Tombo                                   | Outras informações |
|                                           | Antigo Palácio do Governo, atual Palácio Lauro Sodré, sede do Governo do Estado                                                                                               | 1974              | Edificação             | Histórico; Belas Artes                                           | Antigo Palácio do Governo, projeto de Antônio José Landi. Sua construção foi iniciada e 1767 e concluído em 1771, no mesmo local onde havia sido erguido na década de 1670 o palácio primitivo. Atualmente, abriga o Museu Histórico do Estado do Pará. |
|                                           | Avenida Nazareth: conjunto arquitetônico | 1985              | Conjunto arquitetônico | Belas Artes                                                      | A ocupação do bairro de Nazaré data da segunda metade do século XVIII, após a construção de uma capela dedicada a Nossa Senhora de Nazaré, que daria origem à mais importante manifestação religiosa do estado do Pará, o Círio de Nazaré. A prosperidade econômica resultante do ciclo da borracha permitiu o surgimento de inúmeras edificações aristocráticas ao longo da Avenida Nazaré. O tombamento incide sobre várias edificações inseridas no conjunto urbano, tais como o Palacete do Barão de Guamá, o Solar do Barão de Japuri e o Colégio de Nossa Senhora de Nazaré . |
|                                           | Cemitério de Nossa Senhora da Soledade: conjunto paisagístico | 1964              | Conjunto arquitetônico | Arqueológico, etnográfico e paisagístico                         | Inaugurado em 1850, o Cemitério da Soledade surgiu devido uma epidemia de febre amarela na região em meados do século XIX. Foi o segundo cemitério a ser criado na cidade, após o Cemitério do Largo da Campina, utilizado para o enterro de escravos e indigentes. A Capela de Nossa Senhora da Soledade, construída pelo capitão Joaquim Vitorino de Sousa Cabral, em estilo neoclássico e gradeamento de ferro inglês. Utilizado como local de sepultamento da elite paraense, o cemitério possui diversos monumentos funerários de relevo, destacando-se o túmulo do general Hilário Maximiliano Antunes Gurjão, construído na Bréscia, Itália. |
|                                           | Coleção arqueológica e etnográfica do Museu Paraense Emílio Goeldi | 1940              | Coleção ou acervo      | Arqueológico, etnográfico e paisagístico                         | Fundado em 1866 pelo naturalista mineiro Domingos Soares Ferreira Penna, o Museu Paraense Emílio Goeldi é detentor de um amplo e valioso acervo de ciências naturais e antropologia, notabilizado, sobretudo, pela ênfase na região Amazônica. O tombamento incide sobre as coleções arqueológicos, que reúnem 2.746 peças de cerâmica, completas ou não, e mais de um milhão de fragmentos. |
|                                           | Conjunto arquitetônico dos bairros da Cidade Velha e Campina | 2012              | Conjunto urbano        | Arqueológico, etnográfico e paisagístico; Histórico              | O conjunto formado pelos bairros de Cidade Velha e Campina constitui o núcleo histórico da cidade de Belém, fundados no início do século XVII. O tombamento incide sobre cerca de 2.800 edificações, incluindo palacetes, palácios e sobrados conjugados com casas comerciais no andar térreo. |
|                                           | Conjunto arquitetônico e paisagístico "Ver-o-Peso" e áreas adjacentes, Praça Pedro II e Boulevard Castilhos França, inclusive o Mercado de Carne e o Mercado Bolonha de Peixe | 1977              | Conjunto arquitetônico | Arqueológico, etnográfico e paisagístico; Histórico; Belas Artes | Conjunto arquitetônico erguido a partir do século XVIII em torno da antiga Casa de Ver-o-Peso, mesa fiscal responsável pela coleta de tributos de diversos gêneros importados para as capitanias. A construção do atual Mercado Ver-o-Peso foi iniciada em 1899, segundo projeto dos engenheiros Bento Miranda e Raymundo Vianna, consistindo em estrutura de ferro, trazida da Europa, e cobertura principal em telha tipo "Marselha" e torres art-noveau com cobertura em escamas de zinco. O tombamento inclui ainda Mercado de Carne (projetado por Francisco Bolonha), o Mercado de Peixe, o Boulevard Castilho França (logradouro formado por um antigo conjunto de sobrados conjugados), a Praça Pedro II (onde se encontram três monumentos tombados: o Palacete Azul, o Palácio do Governo e a Casa do Barão de Guajará) e trechos da Avenida Portugal, da Rua Marquês de Pombal e da Praça do Relógio. |
|                                           | Conjunto arquitetônico, urbanístico e paisagístico da Praça Frei Caetano Brandão, ex-Largo da Sé                                                                              | 1964              | Conjunto arquitetônico | Arqueológico, etnográfico e paisagístico                         | Localizada próxima à orla fluvial, a Praça Frei Caetano Brandão é o marco inicial de Belém, sítio a partir do qual se originaram e consolidaram os bairros de Cidade Velha e Campina (atual Comércio), que constituem o Centro Histórico do município. |
|                                           | Conjuntos arquitetônicos da Avenida Governador José Malcher, constante dos imóveis da Travessa Rui Barbosa                                                                    | 1985              | Conjunto arquitetônico | Belas Artes                                                      | Conjunto de imóveis erguidos no século XIX, em arquitetura neoclássica com influência da tradição luso-brasileira, expressa no uso de azulejaria nas fachadas, entre outras particularidades. |
|                                           | Convento e Igreja de Nossa Senhora das Mercês | 1941              | Edificação e acervo    | Histórico                                                        | A igreja, erguida em alvenaria de tijolos, foi inaugurada em 1777, em substituição à capela original, datada de 1640. O partido arquitetônico, de autoria de Antônio José Landi, se destaca pela raridade, sendo uma das poucas igrejas brasileiras a possuir fachada convexa e frontão de linhas onduladas. Após a expulsão da ordem dos mercedários da província do Pará, em 1794, a igreja teve diversos usos civis e militares, servindo ainda de abrigo aos revoltosos utilização durante a Cabanagem. O conjunto arquitetônico foi restaurado em 1986. |
| Ficheiro:Conjunto do Carmo - Belém 01.jpg | Convento e Igreja de Nossa Senhora do Carmo e Capela da Ordem Terceira | 1941              | Edificação e acervo    | Histórico                                                        | A construção da igreja foi iniciada em 1690, no mesmo sítio onde se localizava a capela primitiva, erguida pela ordem das carmelitas em 1627. A ordem também foi responsável por erigir a Capela do Senhor dos Passos, inserida no mesmo conjunto arquitetônico. Em 1766, a igreja foi ampliada, segundo projeto de Antônio Landi. |
|                                           | Edifício do antigo Hospital Militar, na Praça Frei Caetano Brandão, ex-Largo da Sé                                                                                            | 1964              | Edificação             | Histórico                                                        | O edifício, projetado por Antônio José Landi na segunda metade do século XVIII, foi concebido a partir da adaptação de um imóvel comprado em 1770 junto a Domingos da Costa de Bacelar, com finalidade de abrigar o Hospital Militar. Passou por modificações ao longo do século XIX, quando recebeu o frontão triangular na fachada principal, e serviu de hospital até 1938, abrigando posteriormente a Companhia de Guardas do Quartel General. |
|                                           | Engenho do Murutucu: ruínas e Capela de Nossa Senhora da Conceição | 1981              | Ruína                  | Histórico                                                        | Conjunto arquitetônico erguido ao longo do século XVIII por João Manuel Rodrigues. Abrigava um dos mais bem equipados engenhos do Pará, produtor de açúcar e cachaça, abrigando capela, casa de engenho, senzala, roda d'água, moendas de ferro, alambique, serpentinas, entre outros equipamentos. Com a decadência dos engenhos, o conjunto foi abandonado e, já em meados do século XIX, encontrava-se em ruínas. A capela, erguida em 1711 pelos frades mercedários e restaurada por Antônio José Landi, é o único edifício do engenho a permanecer de pé. |
|                                           | Forte do Castelo | 1962              | Edificação             | Histórico                                                        | Fundado em 1616 por Francisco Caldeira Castelo Branco, na confluência do Rio Guamá com a Baía do Guajará, o Forte do Castelo (ou "Forte do Presépio") é considerado o marco inicial da ocupação da foz do Rio Pará e do nascimento da cidade de Belém. Após diversas reformas ocorridas no século XVIII, o forte foi semi-destruído em 1835, pela Esquadra Imperial, durante a Cabanagem. Foi reconstruído entre 1850 e 1868, com quartéis, casa, ponte sobre o fosso, portão e muralha de pedras ao lado do mar. O Arsenal de Guerra foi instalado em 1876. Sob a gestão do Exército, o forte passou por várias modificações para abrigar a sede social do Círculo Militar de Belém, tendo suas linhas alteradas. |
|                                           | Igreja da Sé | 1941              | Edificação e acervo    | Histórico                                                        | A primitiva capela foi erguida em 1616, junto ao antigo Forte do Presépio, por Francisco Caldeira Castelo Branco, sendo posteriormente transferida para a localidade atual. Em 1719, foi elevada a categoria de Sé. A igreja atual teve sua construção iniciada em 1748 e foi inaugurada em 1755, ainda inacabada, até o arco-cruzeiro. Antônio José Landi deu continuidade a partir da cornija e finalizou o templo em 1774. O interior é ricamente adornado, destacando-se as talhas barrocas, as antigas imagens, o altar-mor de mármore e alabastro (esculpido por Leca Caprini e enviado de Roma como oferta do Papa Pio IX), além das obras de Domenico de Angelis, Alexandrino de Carvalho e Silvério Caporini, entre outros. |
|                                           | Igreja de Nossa Senhora do Rosário | 1950              | Edificação e acervo    | Histórico; Belas Artes                                           | A igreja original foi construída na segunda metade do século XVII, inicialmente como uma pequena ermida erguida pelos escravos devotos de Nossa Senhora do Rosário. Em 1725, em função de seu precário estado de conservação, a ermida foi demolida e substituída pela construção atual, projeto do arquiteto Antônio José Landi. Destacam-se, na decoração interior, os ricos castiçais e as lanternas de prata maciça, além de manuscritos, pinturas e esculturas raras. |
|                                           | Igreja de Santana | 1962              | Edificação e acervo    | Belas Artes                                                      | Erguida em 1761, para substituir a paróquia antiga que fora sagrada em 1727. Possui projeto de Antônio José Landi, incorporando características neoclássicas. Destacam-se a nave em cruz, a decoração de pinturas florais no teto, o revestimento de mármore da capela-mor e das paredes dos altares e, sobretudo, a presença da abóbada em ogiva coroada por cúpula, elemento raro na arquitetura brasileira. Possui rico acervo, abrigando uma imagem de São Pedro, réplica antiga do original romano. |
|                                           | Igreja de Santo Alexandre e antigo Colégio dos Jesuítas | 1941              | Conjunto arquitetônico | Histórico                                                        | A capela primitiva e o primeiro colégio foram erguidos em 1616, pelos missionários jesuítas. O conjunto arquitetônico atual foi erguido no mesmo local por ordem de Manuel de Brito, no começo do século XVIII, e inaugurado em 1719. A decoração das fachadas, entretanto, somente foi finalizada em 1731. Serviu de sede do bispado após a expulsão dos jesuítas do Brasil, sendo depois transferida para a Irmandade do Senhor Santo Cristo do Forte e, posteriormente, para a Irmandade da Santa Casa. O forro original pintado desapareceu em uma reforma. Na decoração interior, destaca-se um lampadário em prata portuguesa, datado do século XVIII, exibindo o brasão dos carmelitas. |
|                                           | Igreja de São João Batista | 1941              | Edificação e acervo    | Histórico                                                        | Projetada por Antônio José Landi, a igreja foi construída entre 1771 e 1774, no mesmo local onde se erguera a capela primitiva, em 1622. Sagrada em 1777, a igreja se destaca por sua nave octogonal coberta por uma cúpula, sendo a única com tal partido arquitetônico na cidade de Belém. O interior é decorado com pinturas em perspectivas tromp l'oeil, restauradas na década de 1980. |
|                                           | Palacete Azul | 1942              | Edificação             | Histórico; Belas Artes                                           | Sede da prefeitura de Belém, o edifício é também denominado "Palácio Antônio Lemos". Foi projetado em 1860 por José da Gama Abreu, em estilo neoclássico tardio, e posteriormente ampliado e modificado segundo projeto de Antônio José Landi, de 1883. A decoração do interior foi coordenada pelo governador Antônio Lemos, no início do século XX, e ficou a cargo de nomes como Giovanni Capranesi, Domenico de Angelis e Teodoro Braga. Em 1992, uma restauração eliminou as modificações de Landi de 1883, devolvendo ao edifício o aspecto original do projeto de 1860. |
|                                           | Palacete Pinho, imóvel situado à Rua Dr. Assis nº. 586 | 1986              | Edificação             | Histórico; Belas Artes                                           | Erguido no fim do século XIX, para servir de residência à família do Comendador José de Pinho, o imóvel é um exemplar representativo das residências de luxo que surgiram em Belém no ápice econômico do Ciclo da Borracha. O palacete possui planta em "U", com pátio aberto e linguagem eclética, mesclando influências do barroco e elementos das vilas e palácios italianos do século XVI. |
|                                           | Palácio Velho | 1944              | Edificação             | Histórico; Belas Artes                                           | Originalmente inaugurado em 1680, o edifício foi demolido em 1759, em função do mau estado de conservação. Em 1767, foi reconstruído, seguindo projeto de Antônio José Landi. Trata-se de um sobrado de esquina, com dois pavimentos e camarinha ao centro e fachada com portas e janelas em arco batido. |
|                                           | Parque Zoobotânico do Museu Paraense Emílio Goeldi | 1994              | Jardim Histórico       | Arqueológico, etnográfico e paisagístico; Histórico              | O parque foi criado em 1895, conforme projeto de Emílio Augusto Goeldi, para servir de horto e zoológico ao Museu Paraense Emílio Goeldi. Passou por várias reformas e ampliações, chegando a abrigar, em seu apogeu, cerca de 2.500 exemplares de animais diversos, em uma área de 5,2 hectares. |
|                                           | Solar do Barão de Guajará | 1950              | Edificação             | Histórico; Belas Artes                                           | Edificação de inspiração portuguesa e fachada revestida de azulejos, considerada um dos mais antigos e belos solares da cidade. O interior possui acabamento sofisticado e um pátio interno de influência moura. O edifício abriga atualmente o Instituto Histórico e Geográfico do Pará e a biblioteca de Domingos Antônio Raiol, o Barão de Guajará, antigo proprietário da residência. |
|                                           | Teatro da Paz | 1963              | Edificação             | Histórico                                                        | Projetado por José Tibúrcio Pereira Magalhães, foi construído entre 1874 e 1878. As reformas conduzidas nas décadas seguintes — sobretudo a de 1904, feita durante o governo de Augusto Montenegro, que resultou no recuo do pórtico, reduzindo o número de colunas do edifício e deixando o terraço descoberto — resultaram na alteração do estilo neoclássico da fachada, em favor do ecletismo. O interior é ricamente decorado. Destacam-se o pano de boca, ilustrado com uma Alegoria à República, executado em Paris pelo renomado cenógrafo Eugène Carpezat, o painel do teto, representando Apolo, pintado por Domenico de Angelis, e o imenso foyer, decorado com motivos regionais. |
| Gurupá                                    | |                   |                        |                                                                  | |
| Imagem                                    | Bem / Inscrição | Ano de tombamento | Tipologia              | Inscrições nos Livros do Tombo                                   | Outras informações |
|                                           | Forte de Santo Antônio | 1963              | Edificação             | Histórico                                                        | Forte fundado por Bento Maciel Parente após a expulsão dos holandeses em 1623. Sofreu vários ataques entre 1629 e 1639, ficando em ruínas. Foi reconstruído e ampliado pelo governador Antônio de Albuquerque Coelho de Carvalho, em 1690. Abandonado, voltou a desmoronar. De sua última reconstrução, restam apenas o muro de pedra, uma casa e parte da fortificação com formato poligonal. |
| Vigia                                     | |                   |                        |                                                                  | |
| Imagem                                    | Bem / Inscrição | Ano de tombamento | Tipologia              | Inscrições nos Livros do Tombo                                   | Outras informações |
|                                           | Igreja da Madre de Deus | 1954              | Edificação e acervo    | Belas Artes                                                      | Fundado em 1731 pelos jesuítas, o Colégio da Mãe de Deus foi transformado em templo em 1733. A edificação se destaca pela suntuosidade e pela riqueza da decoração interna. Conserva as linhas construtivas original e parte de seu acervo sacro, nomeadamente as telas retratando a vida de Nossa Senhora e a imagem setecentista do Cristo, na sacristia. |

### Rondônia
| Costa Marques | |                   |                        |                                                     | |
| Imagem        | Bem / Inscrição | Ano de tombamento | Tipologia              | Inscrições nos Livros do Tombo                      | Outras informações |
|               | Forte Príncipe da Beira | 1950              | Edificação             | Histórico                                           | Erguido no século XVIII, é considerado uma das maiores fortificações edificadas do Brasil. Surgiu como um reflexo da política pombalina relativa à demarcação de limites entre os domínios de Portugal e Espanha, visando impedir o avanço dos espanhóis. Foi reconstruído entre 1776 e 1783, com projeto atribuído aos engenheiros Domingos Sambucetti e Ricardo Franco de Almeida Serra. Possui plano quadrangular, amuralhado em cantaria e 14 grandes edifícios de pedra lavrada e argamassa, originalmente destinados a abrigar os quartéis de guarnição e a capela. |
| Ji-Paraná     | |                   |                        |                                                     | |
| Imagem        | Bem / Inscrição | Ano de tombamento | Tipologia              | Inscrições nos Livros do Tombo                      | Outras informações |
|               | Prédios das estações telegráficas construídas pela Comissão Estratégica de Linhas Telegráficas de Cuiabá a Porto Velho – Comissão Rondon | 2016              | Edificação             | Histórico                                           | Edificações remanescentes das linhas telegráficas federais criadas no início do século XX, no âmbito da Comissão Rondon, visando integrar o território nacional e permitir a comunicação mais rápida entre as regiões do país. A antiga Estação de Ji-Paraná, pertencente à linha telegráfica que ligava as cidades de Cuiabá e Porto Velho, abriga atualmente o Museu das Comunicações. |
| Porto Velho   | |                   |                        |                                                     | |
| Imagem        | Bem / Inscrição | Ano de tombamento | Tipologia              | Inscrições nos Livros do Tombo                      | Outras informações |
|               | Pátio ferroviário da estrada de ferro Madeira-Mamoré, bens móveis e imóveis                                                              | 2008              | Conjunto arquitetônico | Arqueológico, etnográfico e paisagístico; Histórico | Construída entre 1907 e 1912, a Estrada de Ferro Madeira-Mamoré é o marco de um novo ciclo de integração territorial, visando a consolidação das fronteiras e a inserção da Região Norte nas estratégias nacionais de desenvolvimento econômico. A ferrovia é também o marco de surgimento da cidade de Porto Velho, capital de Rondônia, que foi fundada para atender a construção da linha férrea. |
| Vilhena       | |                   |                        |                                                     | |
| Imagem        | Bem / Inscrição | Ano de tombamento | Tipologia              | Inscrições nos Livros do Tombo                      | Outras informações |
|               | Prédios das estações telegráficas construídas pela Comissão Estratégica de Linhas Telegráficas de Cuiabá a Porto Velho – Comissão Rondon | 2016              | Edificação             | Histórico                                           | Edificações remanescentes das linhas telegráficas federais criadas no início do século XX, no âmbito da Comissão Rondon, visando integrar o território nacional e permitir a comunicação mais rápida entre as regiões do país. A antiga Estação de Vilhena pertencia à linha telegráfica que ligava as cidades de Cuiabá e Porto Velho. |

### Tocantins
| Natividade     |                                                                    |                   |                 |                                                                  | |
| Imagem         | Bem / Inscrição                                                    | Ano de tombamento | Tipologia       | Inscrições nos Livros do Tombo                                   | Outras informações |
|                | Natividade, TO: conjunto arquitetônico, urbanístico e paisagístico | 1987              | Conjunto urbano | Arqueológico, etnográfico e paisagístico; Histórico; Belas Artes | Fundada em 1734 por Antônio Ferraz de Araújo, sob o nome inicial de Arraial de São Luís, a cidade de Natividade surgiu em função da expansão da atividade mineradora no Centro-Oeste. O tombamento incide sobre diversos logradouros, monumentos e imóveis. |
| Porto Nacional |                                                                    |                   |                 |                                                                  | |
| Imagem         | Bem / Inscrição                                                    | Ano de tombamento | Tipologia       | Inscrições nos Livros do Tombo                                   | Outras informações |
|                | Núcleo Histórico de Porto Nacional                                 | 2011              | Conjunto urbano | Histórico                                                        | Núcleo urbano fundado no início do século XIX, no contexto do ciclo do ouro, com representativo acervo arquitetônico do período. A área tombada abrange a zona central do município, compreendendo o sítio natural, a malha urbana e as arquiteturas implantadas desde sua fundação até a década de 1960. Estão tombados aproximadamente 250 edificações, conjuntos de ruas, avenidas, largos e praças, destacando-se, além das edificações vernaculares, os prédios civis e religiosos, como a Catedral Nossa Senhora das Mercês (erguida pelos frades dominicanos), a Cúria, o Seminário São José, o edifício do Museu Histórico e Cultural de Porto Nacional e a Casa de Câmara e Cadeia. |

## Lista de bens em processo de tombamento pelo IPHAN na Região Norte
Essa lista apresenta os bens da Região Norte que estão em processo de tombamento pelo IPHAN. Estão listados bens em todos os estágios do processo, desde itens em análise inicial até bens que já tiveram o tombamento aprovado, mas ainda estão com a inscrição nos Livros de Tombo pendentes, além de bens sob tombamento provisório. A listagem utiliza a denominação dada aos bens nos processos de tombamento, agrupando-os por estado e, em seguida, por município, em ordem alfabética.
| Acre     |            |                                                                         |                             |                        |                                            | |
| Imagem   | Município  | Bem / Inscrição                                                         | Ano de abertura do processo | Tipologia              | Status do processo de tombamento (em 2018) | Outras informações |
|          | Vários     | Sítios arqueológicos de estrutura de terra - Geoglifos                  | 2014                        | Sítio arqueológico     | Instrução                                  | Os geoglifos do Acre são estruturas de terra escavadas no solo, formadas por valetas e muretas, representando figuras geométricas de formas variadas. Localizam-se ao longo de vários municípios, em áreas de interflúvios, nascentes de igarapés e várzeas, majoritariamente associados aos rios Acre e Iquiri. Estima-se que os geoglifos tenham sido executados pelas sociedades indígenas pré-coloniais que habitaram a porção leste do estado entre os anos 200 a.C. e 1300 d.C. |
|          | Rio Branco | Centro Histórico de Rio Branco                                          | 2016                        | Conjunto urbano        | Instrução                                  | O centro histórico de Rio Branco possui amplo acervo de arquitetura vernacular em madeira, edifícios com projetos ecléticos e influência art déco. O IPHAN, em parceria com o governo do Acre e a prefeitura de Rio Branco, está realizando o levantamento das construções do núcleo histórico da cidade aptas a receber tombamento federal. |
| Amazonas |            |                                                                         |                             |                        |                                            | |
| Imagem   | Município  | Bem / Inscrição                                                         | Ano de abertura do processo | Tipologia              | Status do processo de tombamento (em 2018) | Outras informações |
|          | Manaus     | Centro Histórico de Manaus                                              | 2010                        | Conjunto urbano        | Pendência                                  | Fundada em 1669 na margem esquerda do Rio Negro, a cidade de Manaus conserva um amplo acervo arquitetônico de sua Belle Époque — isso é, o Período Áureo da Borracha (1890-1910), em que conheceu grande prosperidade e profundas transformações urbanas. O tombamento do bem já foi aprovado pelo IPHAN, estando pendente apenas sua inscrição no Livro do Tombo Arqueológico, Etnográfico e Paisagístico e no Livro do Tombo Histórico.                                             |
|          | Manaus     | Conjunto de edificações da Companhia de Saneamento do Amazonas / COSAMA | 1996                        | Conjunto arquitetônico | Instrução                                  | |
|          | Manaus     | Encontro das águas dos rios Negro e Solimões                            | 2010                        | Patrimônio natural     | Pendência                                  | As águas dos rios Negro e Solimões se encontram na altura da cidade de Manaus e permanecem fluindo paralelas por mais de seis quilômetros, criando o mais famoso fenômeno do tipo existente no Brasil. O tombamento do bem já foi aprovado pelo IPHAN, estando pendente apenas sua inclusão no Livro do Tombo Arqueológico, Etnográfico e Paisagístico. |
|          | Novo Airão | Ruínas da Cidade de Airão                                               | 1995                        | Ruína                  | Instrução                                  | Fundado em 1694, o antigo vilarejo de Airão ("Velho Airão") constitui a primeira povoação a instalada nas margens do Rio Negro. O vilarejo se tornou um dos mais importantes núcleos urbanos na região do Médio Rio Negro, crescendo exponencialmente em função do ciclo da borracha. Após o término da Segunda Guerra Mundial e a subsequente queda da demanda internacional pelo látex, o vilarejo entrou em decadência e foi gradualmente abandonado a partir da década de 1950.   |